# Halbinsel

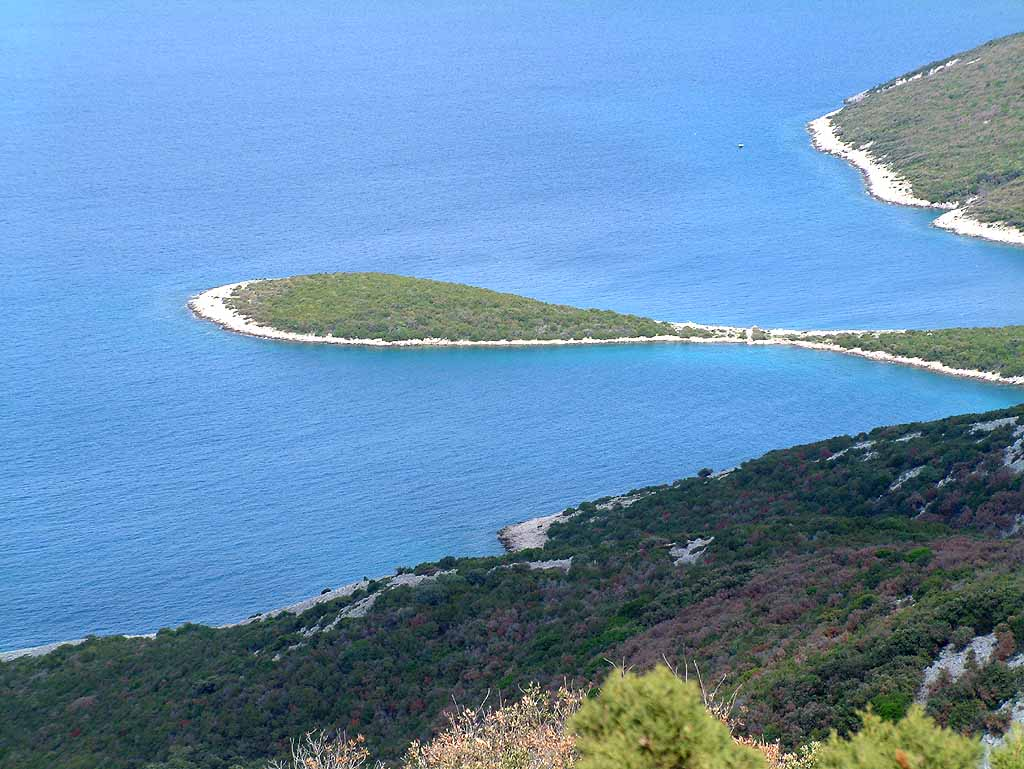
Halbinsel in Form einer Landzunge in Kroatien

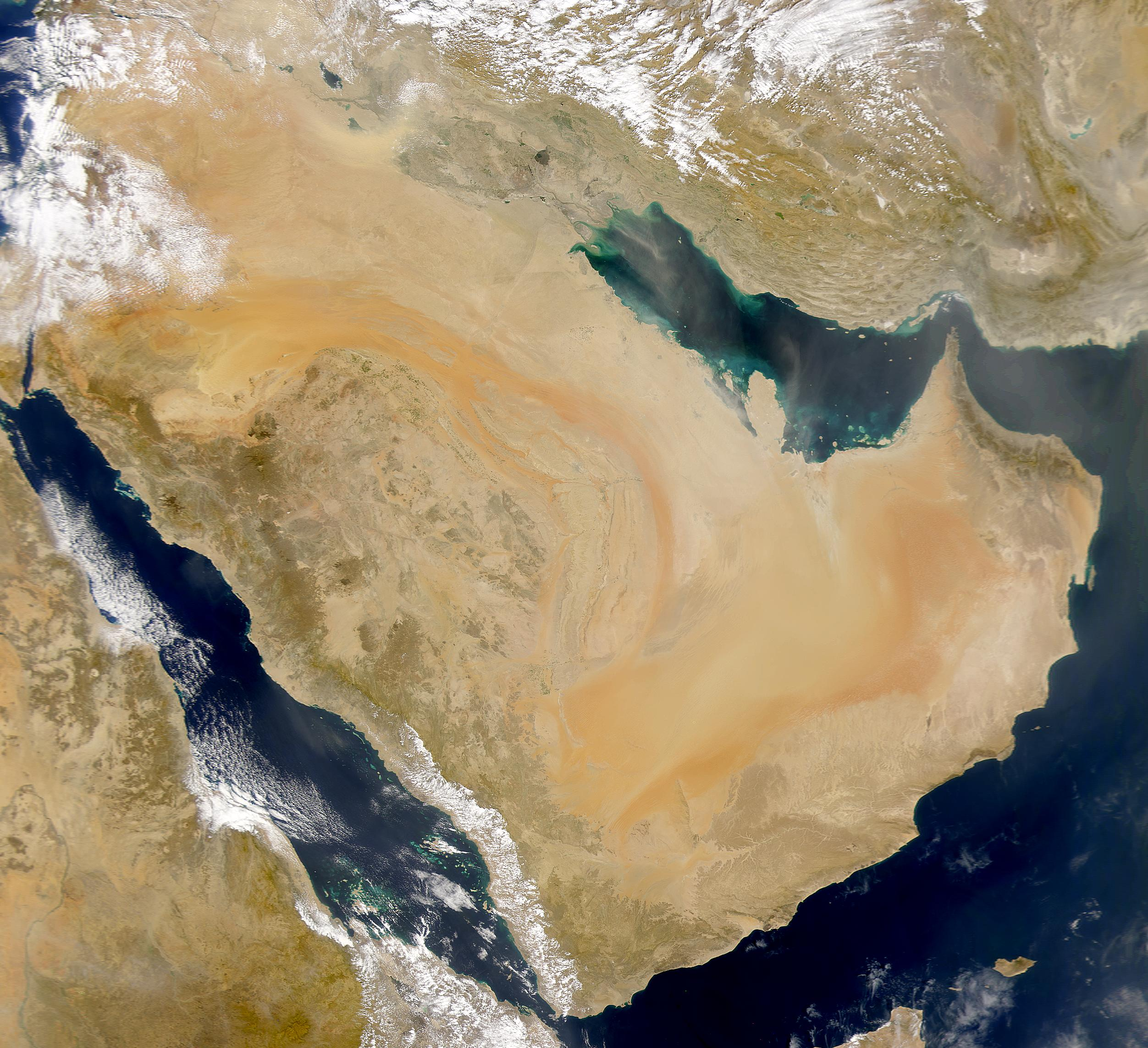
Die Arabische Halbinsel ist trotz ihrer Größe eine Halbinsel.

Eine Halbinsel ist eine in einem Gewässer liegende, auch bei Flut über den Wasserspiegel hinausragende Landmasse, die überwiegend, aber nicht vollständig von Wasser umgeben ist, sondern noch über eine natürliche Verbindung zum Festland verfügt.

## Erscheinungsformen
Halbinseln können mehrere Millionen Quadratkilometer groß (z. B. die Arabische Halbinsel), aber auch so klein sein, dass ihre Breite sowie ihre Länge (die in aller Regel die Breite übertrifft) nur wenige hundert Meter beträgt.
Spezialformen der Halbinsel sind die Landzunge und die besonders schmale Nehrung. Liegt eine Halbinsel in einem Binnengewässer (See, Fluss) spricht man auch von einer „Binnenhalbinsel“.

## Abgrenzung zwischen Inseln und Halbinseln
Das deutsche Wort Halbinsel entstand als Lehnübersetzung des lateinischen Wortes peninsula, das wörtlich übersetzt „Fastinsel“ bedeutet. Der lateinische Ausdruck ist insbesondere durch die englische Sprache (peninsula), spanische Sprache (península) sowie französische Sprache (péninsule) verbreitet.
- Halbinseln sind häufig ehemalige Inseln, die durch Verlandungen eine Verbindung zum Festland erhielten, beispielsweise Gibraltar und die Krim[3] Umgekehrt kann es auch dazu kommen, dass eine Halbinsel im Sprachgebrauch zur Insel erklärt wird, da sie im Laufe der Zeit eine entsprechende Wasserlage erhalten hat; vgl. Insel Neuenhagen.
- Die dreiseitige Umgebung von Wasser und die Verbindung zum Festland sind bei Halbinseln zumeist natürlichen Ursprungs. Künstliche Bauwerke wie etwa Kanäle, die eine natürliche Halbinsel vom Festland abtrennen, machen diese im Sprachgebrauch nicht zwingenderweise zur Insel. Ein Beispiel hierfür ist die Peloponnes, welche trotz des Kanals von Korinth nur als Halbinsel gilt. Gleiches gilt für Jütland mit dem im Süden durchlaufenden Nord-Ostsee-Kanal.[3] Ein Gegenbeispiel ist Samosir, ursprünglich eine Halbinsel, die erst durch einen Kanal zur Insel wurde. Darüber hinaus gibt es auch künstliche Inseln, wie die Donauinsel, die durch künstliche Wasserläufe entstanden.
- Brücken oder künstliche Dämme, die eine Insel mit dem Festland dauerhaft verbinden, machen diese gewöhnlich nicht zur Halbinsel. So gilt Sylt trotz des verbindenden Hindenburgdamms zur Küste als eine Insel, gleiches gilt für die größte deutsche Insel, Rügen, mit dem zum Festland verbindenden Rügendamm.
- Einwirkungen des Menschen, durch die eine Insel mit dem Festland verbunden wurden, die in Vergessenheit gerieten, können dazu führen, dass eine ehemalige Insel im Laufe der Zeit im Sprachgebrauch als Halbinsel eingestuft wird. So wird das zwischen Rostock und Stralsund gelegene Fischland-Darß-Zingst heutzutage als Halbinsel angesehen, obwohl sie früher eine Insel(-kette) war. Auch Holnis, eine ursprüngliche Insel an der Ostsee, gilt heute als Halbinsel.
- Auch auf Inseln kann es Halbinseln geben. Beispiele sind Halbinseln auf Großbritannien und Irland. Selbst Halbinseln können ihrerseits Halbinseln haben und auch diese wiederum weitere Halbinseln, zum Beispiel Broager Land im Sundewitt in Nordschleswig oder Mols im Djursland in Jütland.

## Einige bekanntere Halbinseln
- Europa
  - Apenninhalbinsel
  - Balkanhalbinsel
  - Bretagne
  - Butjadingen
  - Chalkidiki
  - Cornwall
  - Eiderstedt
  - Fischland-Darß-Zingst
  - Hel bzw. „Putziger Nehrung“
  - Iberische Halbinsel
  - Istrien
  - Kalabrien
  - Kimbrische Halbinsel
  - Kintyre
  - Kola
  - Krim
  - Nordholland
  - Peloponnes
  - Salento
  - Skandinavische Halbinsel
- Asien
  - Arabische Halbinsel
  - Indochinesische Halbinsel
  - Kamtschatka
  - Kleinasien
  - Koreanische Halbinsel
  - Malaiische Halbinsel
  - Sinai-Halbinsel
- Amerika
  - Alaska-Halbinsel
  - Florida
  - Labrador
  - Niederkalifornien
  - Nova-Scotia-Halbinsel
  - Yucatán
- Australien
  - Arnhemland
  - Kap-York-Halbinsel
- Afrika
  - Horn von Afrika
- Antarktika
  - Antarktische Halbinsel